# 東榮町
東榮町（日语：／ Tōei chō */?）是日本愛知縣東三河的町。